# Wacław Dąbrowski (mikrobiolog)
Wacław Dąbrowski (ur. 9 maja 1879 w Warszawie, zm. 24 kwietnia 1962 w Zalesiu k. Warszawy) – polski mikrobiolog, twórca Instytutu Fermentacyjnego i Bakteriologii Rolnej Muzeum Przemysłu i Rolnictwa w Warszawie (1910), później przekształconej w Instytut (1911), rektor SGGW.

## Życiorys
Syn Leona Leopolda (1840–1918) i Gabrieli Antoniny z d. Żejma (1952–1921). Był bratem Józefa i Mariana, mężem Wandy. W 1899 ukończył gimnazjum filologiczne w Radomiu. Studia podjął na Uniwersytecie Warszawskim kończąc je egzaminem zdanym w 1907 przed państwową komisją Uniwersytetu Noworosyjskiego w Odessie. Jako stypendysta Muzeum Przemysłu i Rolnictwa w Warszawie, wyjechał w roku 1908 za granicę na studia specjalne w dziedzinie mikrobiologii technicznej i rolniczej oraz w  dziedzinie technologii przemysłu rolnego, które odbywał kolejno: w Instytucie Przemysłu Fermentacyjnego w Berlinie (od 1  lutego do 24 czerwca 1908); w Carlsberg Laboratorium pod kierunkiem słynnego mikrobiologa, prof. Emila Christiana Hansena (od 20 sierpnia 1908 do 2 kwietnia 1909) oraz na Uniwersytecie w Getyndze (od 30 kwietnia 1909 do 25 maja 1910), gdzie obronił pracę doktorską pt. Die Hefen in Milch und Milchprodukten (Drożdże w mleku i w przetworach mleczarskich). W 1911 zorganizował Instytut Fermentacyjny i Bakteriologii Rolnej zwany następnie Instytutem Przemysłu Fermentacyjnego. Od 1918 profesor mikrobiologii w Szkole Głównej Gospodarstwa Wiejskiego w Warszawie. Pisał prace poświęcone budowie i występowaniu drożdży, rolach bakterii w procesach fermentacyjnych i mikroflorze wody. Pracował i był członkiem Komisji Przemysłu Rolniczego Międzynarodowego Instytutu Rolniczego w Rzymie.
Prace: Sur l'Endomyces fibuliger (1909), Die Hefen in Milch und Milchprodukten (1910), Konserwacja wysłodów buraczanych (1917). Założył i redagował czasopisma: „Przemysł Gorzelniczy” (1912) oraz „Przemysł Rolny” (1924).
Pochowany na cmentarzu Powązkowskim (kwatera 213-1-27,28).

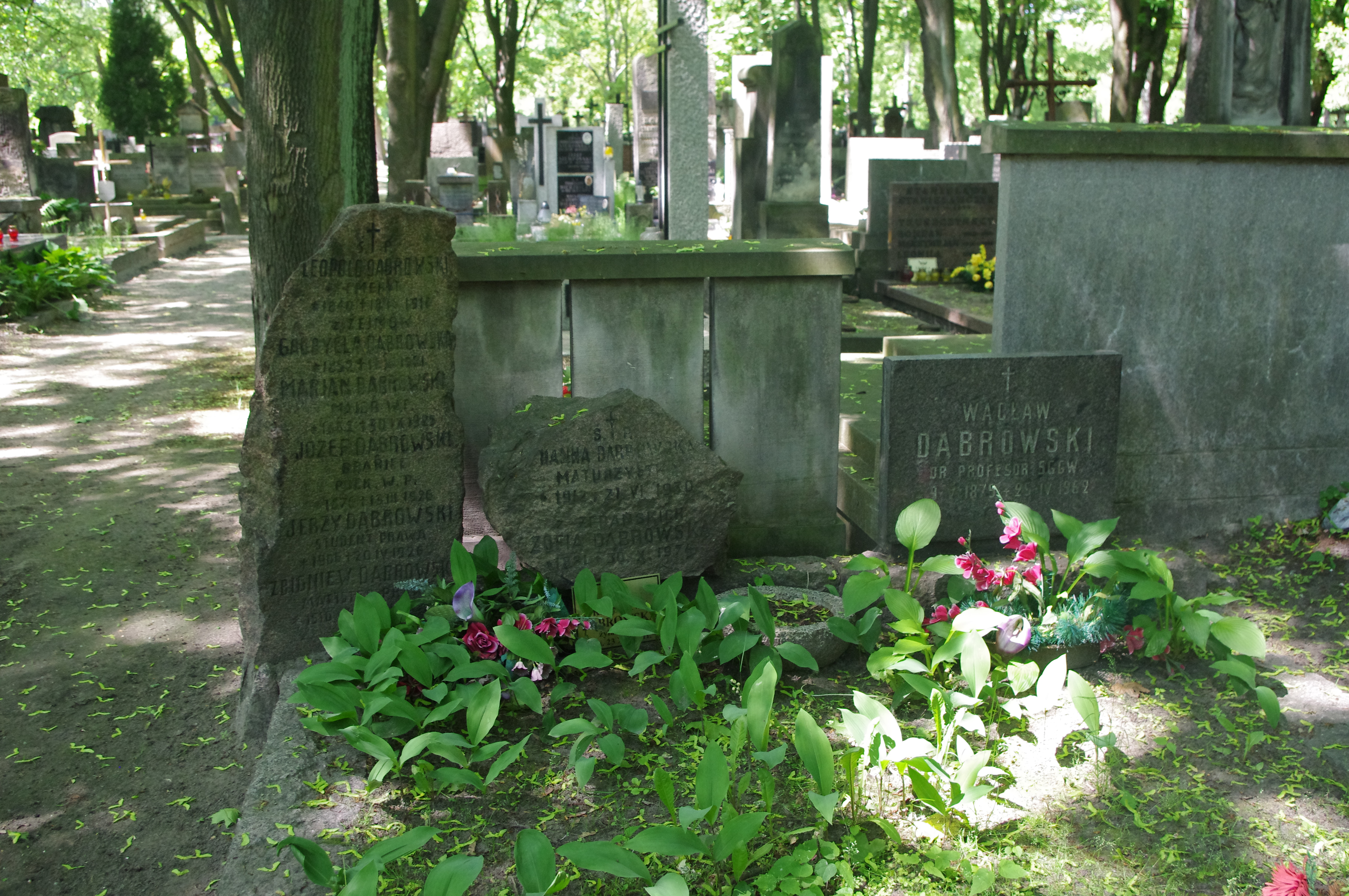
Grobowiec rodzinny rektora Szkoły Głównej Gospodarstwa Wiejskiego – Wacława Dąbrowskiego na Cmentarzu Powązkowskim w Warszawie

## Ordery i odznaczenia
- Order Sztandaru Pracy II klasy (28 września 1954)[5]
- Krzyż Komandorski Orderu Odrodzenia Polski (3 maja 1928)[6]
- Medal 10-lecia Polski Ludowej (15 lipca 1955)[7]